# Feuergesicht
Feuergesicht ist ein Theaterstück von Marius von Mayenburg, das 1997 geschrieben und 1998 in der Regie von Jürgen Bosse an den Münchner Kammerspielen uraufgeführt wurde. Dieses Stück war der Durchbruch von Mayenburgs als neuem Dramatiker.
Neben zwei weiteren Aufführungen in Deutschland (Kleist Theater Frankfurt a. d. O., Deutsches Schauspielhaus in Hamburg) wurde Feuergesicht in 17 Übersetzungen weltweit aufgeführt, unter anderem im Royal Court Theatre in London, im Théâtre national La Colline in Paris, im The Brick Theater in New York und beim Internationalen Theaterfestival von Santiago de Chile. Es wurde auch beim Sydney Festival 2001 und während des Herbstfestivals Festival/Tokyo 09 im März 2009 unter der Regie von Shu Matsui aufgeführt.
Das Stück handelt von den klaustrophobischen Gefühlen der neuen Generation, ihrer Angst, erwachsen zu werden und wie ihre Eltern zu sein, und von Pyromanie.

## Handlung
Kurt und Olga sind Geschwister in einer inzestuösen Beziehung und leben mit ihren Eltern in einer „normalen“ Familie. Kurt ist total vom Feuer besessen. Als Olga eine Beziehung mit einem anderen Jungen, Paul, beginnt, wird Kurts Besessenheit gefährlich. Die Eltern wollen diese Gefahr nicht sehen und werden am Ende von Kurt getötet. Als Olga sich schließlich dafür entscheidet, mit Paul zusammenzuleben, verbrennt Kurt sich.

## Hörspielbearbeitung
Im Jahr 1998 produzierten die Sender SFB, ORB und NDR eine Hörspielfassung des Stücks, ebenfalls unter dem Titel Feuergesicht. Die Dramaturgie stammte von Gabriele Bigott, die Musik komponierte Peter Kaizar und die Regie führte Götz Fritsch.
Die Erstsendung fand am 5. Januar 1999 statt. Die Abspieldauer beträgt 50'11 Minuten.
Es sprachen: André Szymanski (Kurt), Antonia Holfelder (Olga), Ronald Kukulies (Paul), Eva Weißenborn (Mutter) und Hilmar Thate (Vater)
Auszeichnungen:
- Prix Europa 2000 (Lobende Erwähnung)
- Kleist-Förderpreis für junge Dramatiker fürs Theaterstück 1997[6]